# Cimetière de Vuorentaka
Le cimetière de Vuorentaka  (finnois : Vuorentaan hautausmaa) est un cimetière du quartier de Vuorentaka à Hämeenlinna en Finlande.

## Présentation
Fondé en 1971, le cimetière de Vuorentaka est situé le long de la route Marssitie, près de la chapelle de Vuorentaka. 
La superficie totale du cimetière est de 12 hectares. La partie la plus récente du cimetière est la zone de Tuokkola mise en service en 1995.
La chapelle funéraire de Vuorentaka, conçue par Eija Saijonmaa et Olli Saijonmaa, est achevée en 1971.
Elle abrite une grande et une petite chapelle et un crématorium.